# サマンサ (小惑星)
サマンサ (3147 Samantha) は、小惑星帯の小惑星。リュドミーラ・チェルヌイフがクリミア天体物理天文台で発見した。
米ソ冷戦下、アメリカ史上最年少の親善大使となり有名になった少女、サマンサ・スミスに因んで名付けられた。1987年2月28日、Official Certificateが母親のジェーン・スミスに贈呈された。